# Meloboris sidnica
Meloboris sidnica là một loài tò vò trong họ Ichneumonidae.